# Direito da moda

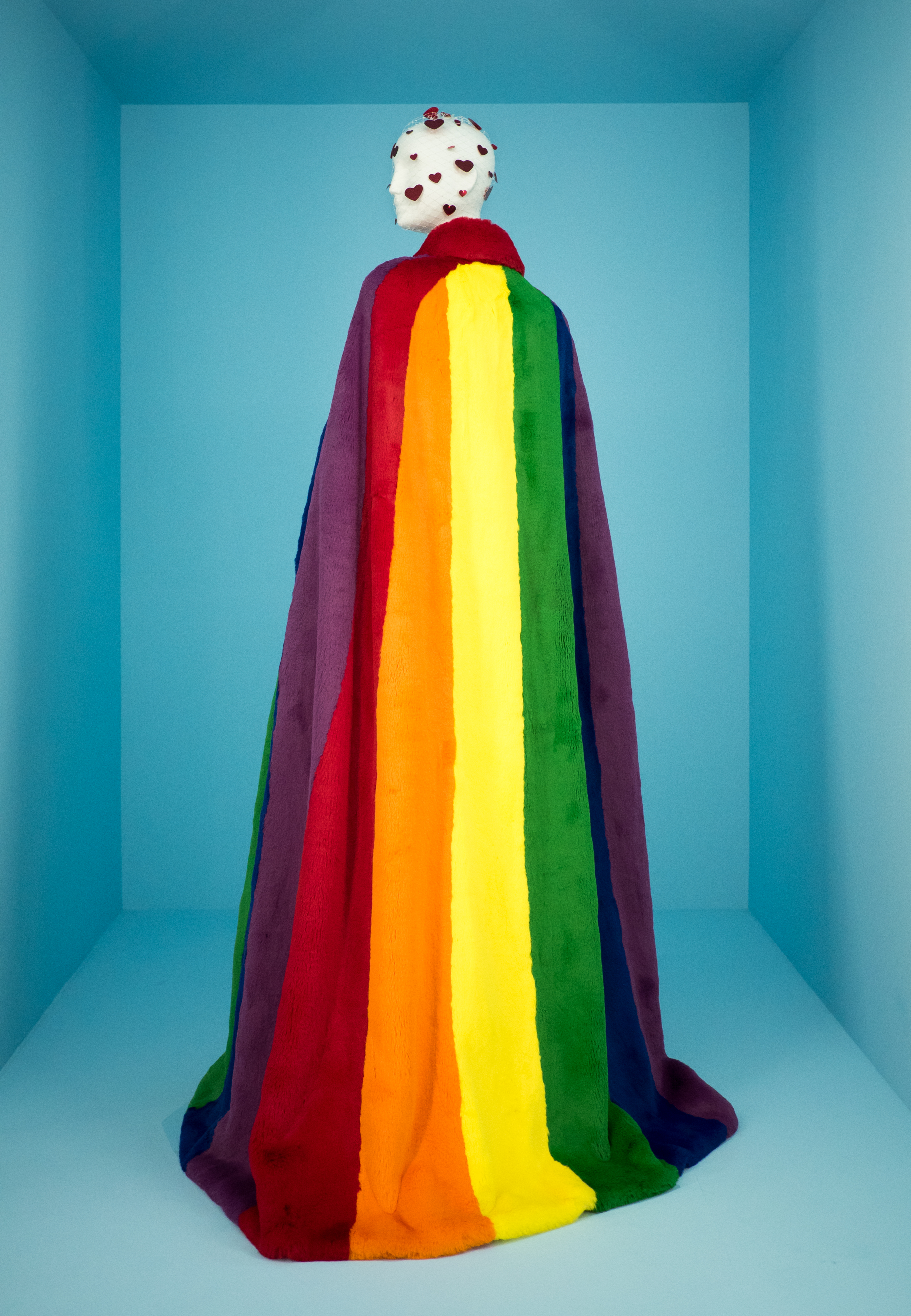
⠀⠀⠀⠀⠀

O Direito da Moda é um ramo do Direito que versa principalmente sobre a propriedade intelectual relativa à indústria do vestuário.
Nos Estados Unidos e na Europa existem inúmeros escritórios especializados no assunto, e, no Brasil, a área vem tomando espaço em função das demandas envolvendo a indústria da moda.

## Descrição
Os problemas abordados pelo Direito da Moda são de diversos aspectos, podendo ser relacionados com a propriedade intelectual (direito autoral e de propriedade industrial), trabalho escravo contemporâneo, trabalho infantil, trafico de pessoas, pirataria, contrafação, transações comerciais nacionais e internacionais, problemas de importação e exportação, merchandising, concorrência desleal, plágio, questões ambientais e de sustentabilidade. O Direito da Moda trata também de questões relativas ao universo das Modelos.

## Nos diferentes países

### Estados Unidos
Susan Scafidi foi a primeira professora a oferecer um curso de Direito da Moda em uma faculdade de direito e mais tarde criou o Fashion Law Institute, tendo como presidente a estilista americana Diane Von Furstenberg. Nesse instituto e são oferecidos cursos de verão para estudantes de todos os países.
Portugal
Lígia Carvalho Abreu, professora universitária e consultora jurídica, tem desenvolvido vários estudos sobre a relação da moda com os direitos e liberdades fundamentais no contexto do desenvolvimento sustentável, bem como na propriedade intelectual.  No dia 2 de Abril de 2015  lançou online o projeto Fashion Law - When Fashion Meets Fundamental Rights.

## Brasil
Atualmente existem grupos de referência que se organizam para estudar o assunto, tais como: Instituto Brasileiro de Negócios e Direito da Moda, a Comissão de Estudos em Direito da Moda da OAB/SP, criada em 2014 e a Tutoria de Direito da Moda da Comissão do Jovem Advogado da OAB/SP, entre outros.
O direito da moda ainda não possui um código legal próprio e pouquíssima doutrina e jurisprudência sobre o assunto. Os advogados que já possuíam como clientes empresas do ramo da moda e estudantes interessados no tema, estão unindo forças para discutir as principais questões que envolvem esse ramo do direito.[carece de fontes?]
Ainda existe uma falta de regulamentação sobre o tema, o que gera muitas dúvidas sobre quais instrumentos jurídicos devem ser utilizados, mas muitas das decisões são fundamentadas pela por base na Lei da Propriedade Industrial (Lei 9.279 de 14 de maio de 1996) e na Lei de Direito Autoral (Lei 9.610 de 19 de fevereiro de 1998). Muitos magistrados ainda possuem muita dificuldade para lidar com o tema, uma vez que não existem varas especializadas.
Iniciado em 2014, o Brasil criou o seu primeiro curso extensão em Fashion Law, que está sendo ministrado por Deborah Portilho,e acontece no IBMEC/RJ.